# Hypognatha coyo
Hypognatha coyo Levi, 1996 è un ragno appartenente alla famiglia Araneidae.

## Etimologia
Il nome della specie è il risultato di un'arbitraria combinazione di lettere

## Caratteristiche
L'olotipo femminile rinvenuto ha dimensioni: cefalotorace lungo 1,40mm, largo 1,11mm; opistosoma lungo 2,3mm, largo 2,7mm.

## Distribuzione
La specie è stata reperita in Colombia: nei pressi della centrale idroelettrica di Anchicaya, nel dipartimento di Valle del Cauca.

## Tassonomia
Al 2014 non sono note sottospecie e dal 1996 non sono stati esaminati nuovi esemplari.